# Епархия Мтвары
Епархия Мтвары (лат. Dioecesis Mtuarana) — епархия Римско-Католической церкви с центром в городе Мтвара, Танзания. Епархия Мтвары входит в митрополию Сонгеа. Кафедральным собором епархии Мтвары является церковь Всех Святых.

## История
22 декабря 1931 года Римский папа Пий XI издал бреве «In Tanganikensi Africae», которым учредил территориальное аббатство Нданды, выделив его из епархии Линди (сегодня — архиепархия Сонгеа).
5 августа 1963 года территориальное аббатство Нданды передало часть территории для создания епархии Начингвеа (сегодня — епархия Линди).
18 декабря 1972 года Римский папа Павел VI издал буллу «Cum omnibus perspectum», которой преобразовал территориальное аббатство Нданды в епархию Мтвары. Первоначально епархия Мтвары являлась суффраганной по отношению к архиепархии Дар-эс-Салама.
18 ноября 1987 года епархия Мтвары вошла в состав церковной провинции Сонгеа.

## Ординарии епархии
- аббат Joachim (Alois) Ammann, O.S.B.[2] (29.05.1932 — 15.12.1948);
- аббат Anthony Victor Hälg, O.S.B. (15.12.1949 — 18.12.1972);
- епископ Maurus Libaba (18.12.1972 — 17.10.1986), назначен епископом Линди;
- епископ Gabriel Mmole (12.03.1988 — 15.10.2015);
- епископ Titus Joseph Mdoe (с 15 октября 2015 года).